# Cueva de La Candelaria

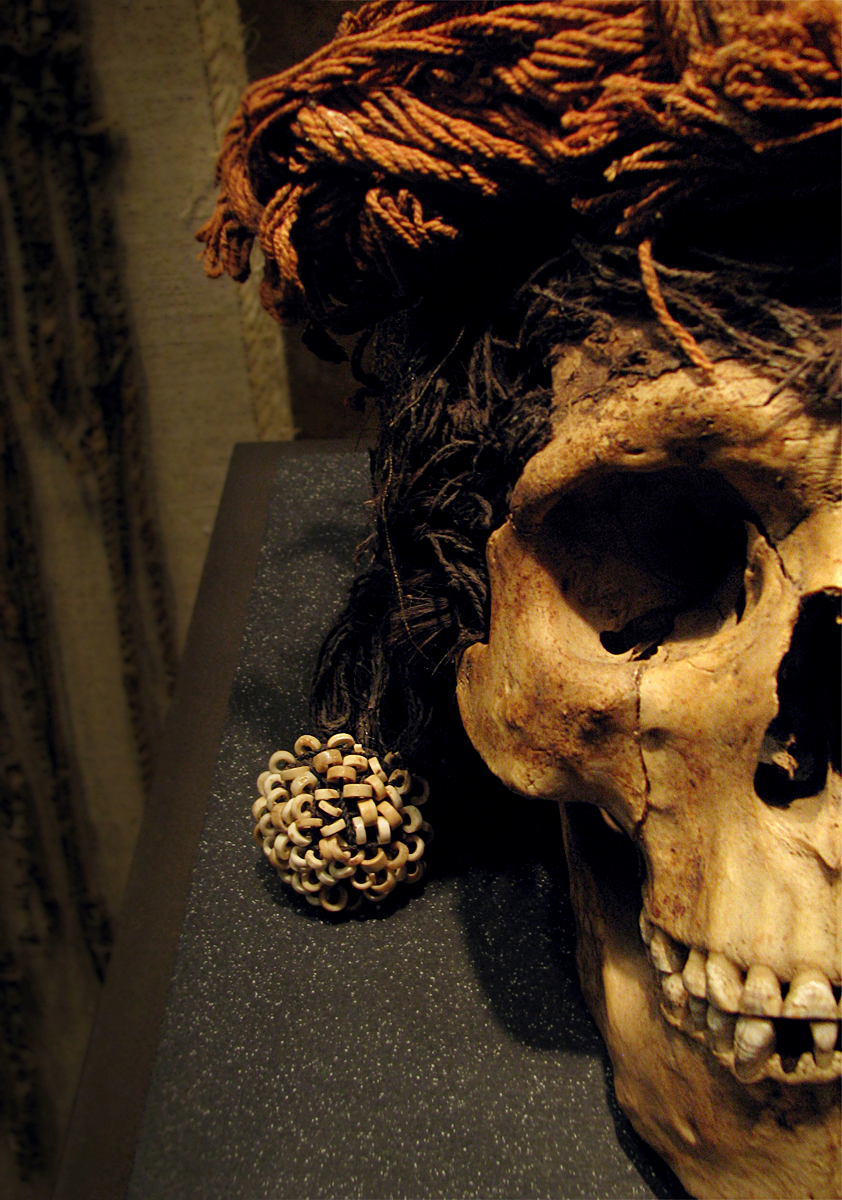
Detalle de un cráneo encontrado en Cueva de la Candelaria. Porta un tocado de fibras vegetales y cuentas de concha marina. Actualmente se encuentra en el MNA.

La cueva de La Candelaria es un yacimiento arqueológico ubicado en el estado de Coahuila (México). Se trata de una cueva que fue empleada por los pobladores nómadas del lugar como cementerio. Las primeras investigaciones en la cueva de La Candelaria se realizaron en 1953 y hubo una temporada posterior en 1954. Como resultado de estas expediciones, se recuperaron numerosos materiales que han sido resguardados por el Instituto Nacional de Antropología e Historia (INAH). 
Los hallazgos de la cueva de la Candelaria son interesantes por la gran cantidad de textiles que se encontraron en este sitio. Estos constituyen una de las fuentes de datos más importantes que se conozcan acerca de las culturas nómadas de Aridoamérica. De acuerdo con los investigadores del yacimiento, el estilo de los tejidos es muy semejante a las producciones de los basketmakers, aunque la ausencia de herramientas como el átlatl dificultan la identificación de los ocupantes de la cueva de La Candelaria con esas tribus. 
Los ocupantes de Cueva de la Candelaria tenían por costumbre enterrar a sus muertos en bultos que contenían no sólo el cadáver sino adornos corporales hechos con fibras naturales, cuero, conchas y plumas, así como otras piezas de vestido y calzado. Todo se envolvía en una manta tejida de algodón o yuca, y atada con cordeles. La mayor parte de los bultos de la cueva de La Candelaria se encontraron incompletos, habían sido abiertos tiempo antes de su recuperación arqueológica, quizá por saqueadores. 
Uno de los cráneos adornados encontrados en el lugar se encuentra en exposición en la Sala Norte de México en el Museo Nacional de Antropología de la Ciudad de México.